# Nokia N97
Nokia N97 — флагманский смартфон, представленный 2 декабря 2008 года производителем телекоммуникационных услуг Nokia в рамках серии N и выпущенный в июне 2009 года в качестве преемника телефона Nokia N96. N97 был вторым телефоном Nokia с сенсорным экраном на базе S60 после Nokia 5800 XpressMusic. Устройство имело выдвижную QWERTY-клавиатуру и работало под управлением операционной системы Symbian v9.4 (Symbian^1 / S60 5th Edition). Его дизайн заимствован у Nokia N79. Позже, в 2009 году, была выпущена уменьшенная версия.
В то время телефон был флагманским устройством Nokia, а устройства с сенсорным экраном становились все более распространенными, и N97 ждали с нетерпением. Несмотря на приличные продажи, в отраслевых кругах телефон считался аппаратной и программной «катастрофой», которая способствовала упадку Nokia. В 2010 году вышел его преемник, Nokia N8, а руководитель Nokia назвал N97 «прискорбным провалом».

## Выпуск
Nokia N97 был выпущен во флагманских магазинах США 9 июня 2009 года и по всему миру 26 июня 2009 года. В сентябре 2009 года сообщалось, что за три месяца после его выпуска было продано около двух миллионов телефонов N97.
N97 поставляется с пробными версиями программных приложений Quick Office, Adobe Reader, Boingo, Joikuspot, Ovi Maps и магазина Ovi.
Первоначальное программное обеспечение устройства было встречено неоднозначно, что привело к выпуску новой прошивки в октябре 2009 года. Nokia выпустила новую прошивку с кинетической прокруткой для N97, чтобы устранить недостатки первоначальной версии прошивки.
В октябре 2009 года был представлен Nokia N97 Mini, уменьшенная версия оригинального N97. N97 Mini считался улучшением по сравнению с оригинальным N97.

## Время работы
Неофициальные тесты показали, что батарея N97 может держать заряд почти два дня при регулярном использовании оригинального N97. Nokia заявила следующее время работы:
- Время разговора: до 6,0 часов (3G), 9,5 часов (GSM)
- В режиме ожидания: до 17 дней (3G), 18 дней (GSM)
- Воспроизведение видео: до 4,5 часов (в автономном режиме)
- Запись видео: до 3,6 часов (в автономном режиме)
- Воспроизведение музыки: до 40 часов (в автономном режиме)

## Специальные приложения
С дополнительным приемником Nokia Mobile TV DVB-H SU-33W стало возможным смотреть телевидение на телефоне. Это было совместимо с платформой Nokia N-Gage, единственным сенсорным экраном с такой возможностью в то время.

## Восприятие оригинальной версии
Смартфон был хорошо принят аудиторией благодаря своему большому экрану, отличной камере и расширенным возможностям интернет-соединения. Однако критика оригинального N97 включала относительную нехватку оперативной памяти и доступного хранилища. Имея всего 50 МБ свободной оперативной памяти после загрузки, телефон мог работать вяло и закрывать приложения для экономии памяти. Многие сторонние приложения устанавливались только в корневой раздел, и при наличии около 50 МБ свободного места это быстро использовалось, конкурируя с потребностями во временных файлах ОС. N97 Mini решил эту проблему, часто предлагая пользователям более 250 МБ свободного места в стационарном хранилище. Изменение отображения памяти по сравнению с версией прошивки 20 позволило приложениям использовать меньше оперативной памяти и лучше отключаться, что уменьшило нагрузку на конечного пользователя из-за меньшего количества свободной оперативной памяти.
Ансси Ванйоки, исполнительный вице-президент Nokia по рынкам, признал, что контроль качества программного обеспечения устройства был проблематичным, заявив, что «это было огромным разочарованием с точки зрения качества опыта для потребителей», хотя позже Ванйоки утверждал, что проблема может быть устранена путем обновления прошивки.
Стив Литчфилд из «Все о Symbian» написал в своем блоге в 2011 году: «N97 действительно был устройством, которое должно было править миром — в нем было буквально все."
Nokia признала, что на многих устройствах крышки и линзы были установлены слишком близко, что приводило к появлению царапин от пыли и мусора. Сообщается, что на более поздних устройствах Nokia исправила эту проблему.
Другие первые пользователи N97 столкнулись с проблемами скорости из-за встроенной в телефон блокировки GPS. Телефоны потеряли отслеживание своего текущего местоположения, что сделало бесплатное программное обеспечение Nokia с пошаговой навигацией непригодным для использования. Пользователям был предложен гарантийный ремонт крышки объектива и проблем с GPS в официальных сервисных центрах Nokia.
Хотя телефоны Nokia традиционно обеспечивали сильный прием сигнала, Nokia N97 уступила в этом отношении, продемонстрировав низкий уровень сигнала, даже при сравнении с другими телефонами, подключенными к той же сети.
Пользовательский интерфейс программной платформы S60 5th Edition, построенной на основе Symbian OS 9.4, был раскритикован сайтом TechRadar как непоследовательный, поскольку для активации элементов меню требовалось два нажатия. В 2010 году Nokia принесла извинения клиентам, которые столкнулись с недостатками N97 и его программного обеспечения.
Несмотря на отзывы, телефон продавался хорошо и, на данный момент, Nokia N97 продалась тиражом в 4-5 миллионов копий. Однако в то время ее маркетинг как «убийцы iPhone» запятнал репутацию смартфонов Nokia.

## Nokia N97 Mini
N97 Mini был уменьшенной версией N97, представленной в октябре 2009 года. В N97 Mini были уменьшены некоторые функции оригинального N97, такие как 8 ГБ памяти, 3,2-дюймовый (81 мм) сенсорный экран и более короткое время автономной работы. По умолчанию использовалось программное обеспечение Nokia N97 версии 2.0. Клавиатура была несколько переработана. Большая крестовина слева была заменена четырьмя клавишами со стрелками справа. Между клавишами также было больше места, а клавиши были немного выше, что обеспечивало лучшее тактильное ощущение при наборе текста.

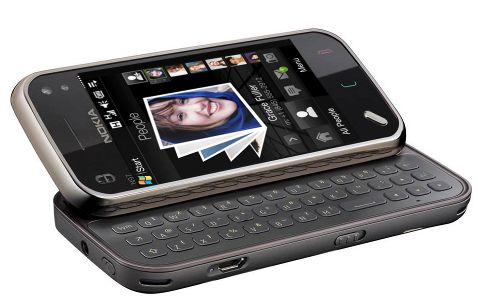
Nokia N97 Mini

В этой таблице перечислены существенные различия.
|                                                      | Nokia N97                                                         | Nokia N97 Mini                                                  |
| ---------------------------------------------------- | ----------------------------------------------------------------- | --------------------------------------------------------------- |
| Размеры устройства                                   | 117,2 мм × 55,3 мм × 15,9 мм 4,61 дюйма × 2,18 дюйма × 0,63 дюйма | 113 мм × 52,5 мм × 14,2 мм 4,45 дюйма × 2,07 дюйма × 0,56 дюйма |
| Объем                                                | 88 куб. см (5,4 куб. дюйма)                                       | 75 куб. см (4,6 куб. дюйма)                                     |
| Вес                                                  | 150 г (5,3 унции)                                                 | 138 г (4,9 унции)                                               |
| Размер ЖК-дисплея                                    | 3.5 дюймов (89 мм)                                                | 3.2 дюймов (81 мм)                                              |
| Встроенная память                                    | 32 GB                                                             | 8 GB                                                            |
| Оперативная память                                   | 256 MB (прибл. 73 МБ доступно пользователю)                       | 512 MB (прибл. 277 МБ доступно пользователю)                    |
| FM-передатчик                                        | Доступно                                                          | Недоступно                                                      |
| Модель аккумулятора                                  | BP-4L 3.7 V 1500 mAh                                              | BL-4D 3.7 V 1200 mAh                                            |
| Время разговора по GSM                               | 9.5 часов                                                         | 7.1 часов                                                       |
| Время разговора WCDMA                                | 6.0 часов                                                         | 4.0 часов                                                       |
| Время ожидания GSM                                   | 18 дней                                                           | 13 дней                                                         |
| Время ожидания WCDMA                                 | 17 дней                                                           | 13 дней                                                         |
| Веб-браузер для версии S60 после обновления прошивки | ниже 7.3                                                          | 7.3                                                             |

Ограниченная серия N97 mini Raoul Limited Edition была выпущена в сотрудничестве с модным домом FJ Benjamin и брендом Raoul. Он также содержал виджет Fashion Asia и стал доступен в конце октября 2009 года в Малайзии и Сингапуре.

## Восприятие Mini-версии

Symbian

Пользовательский интерфейс программной платформы S60 5th Edition, построенной на основе Symbian OS 9.4, подвергся критике со стороны сайта TechRadar как непоследовательный, поскольку для активации элементов меню требовалось два нажатия.
По сравнению с оригинальным N97 более дешевый N97 mini в обзорах рассматривался как улучшение, особенно его клавиатура.

## Преемники
Есть три телефона, которые считаются преемниками N97. Во-первых, это Nokia N8, так как он стал новым мультимедийным флагманом 2010 года. Также это C6, у которого была аналогичная выдвижная QWERTY-клавиатура, однако, поскольку Nokia C6 использует те же характеристики, Nokia N900 на базе Maemo, также оснащенный клавиатурой, однако преемником считались значительно лучшие характеристики.